# Singles of the 90s
Albums de Ace of Base
Cruel Summer
(1998) Greatest Hits
(2000)
Single of the 90s est la première compilation du groupe suédois Ace of Base. Il est sorti le 15 novembre 1999 en Europe, Asie et Afrique. Aux États-Unis un autre best of sortira quelques mois plus tard.

## Liste des chansons
| No  | Titre                                                    | Producteur(s)                                                   | Durée |
| --- | -------------------------------------------------------- | --------------------------------------------------------------- | ----- |
| 1.  | C'est La Vie (Always 21) (Previously unreleased)         | J. Ekgren, S. Pettersen, S. Rösnes                              | 3:27  |
| 2.  | The Sign (de Happy Nation)                               | Denniz Pop, Jonas Berggren, D. Carr                             | 3:09  |
| 3.  | Beautiful Life (de The Bridge)                           | Denniz Pop, M. Martin, Jonas Berggren                           | 3:39  |
| 4.  | Hallo Hallo (Previously unreleased)                      | The Trinity Boys                                                | 2:51  |
| 5.  | Always Have Always Will (de Flowers)                     | Ole Evenrude                                                    | 3:46  |
| 6.  | Love in December (Previously unreleased)                 | Soulpoets                                                       | 4:00  |
| 7.  | All That She Wants (de Happy Nation)                     | Denniz Pop, Jonas Berggren, Ulf Ekberg                          | 3:30  |
| 8.  | Living in Danger (de Happy Nation)                       | Per Adebratt, Tommy Ekman                                       | 3:10  |
| 9.  | Everytime It Rains (de Cruel Summer)                     | Cutfather & Joe                                                 | 3:55  |
| 10. | Don't Turn Around (de Happy Nation)                      | Per Adebratt, Tommy Ekman                                       | 3:51  |
| 11. | Cruel Summer (Big Bonus Mix) (de Flowers)                | Stephen Hague, Jonas Berggren, Ulf Ekberg, Johnny Jam & Delgado | 4:07  |
| 12. | Happy Nation (Radio Edit) (from Happy Nation)            | Jonas Berggren; Ulf Ekberg                                      | 3:32  |
| 13. | Lucky Love (de The Bridge)                               | Denniz Pop, Max Martin, Jonas Berggren                          | 2:52  |
| 14. | Never Gonna Say I'm Sorry (Long Version) (de The Bridge) | Denniz Pop, Max Martin, Jonas Berggren                          | 6:33  |
| 15. | Life Is a Flower (de Flowers)                            | P. Adebratt, T. Ekman, Jonas Berggren                           | 3:47  |
| 16. | Wheel of Fortune (7" Mix) (de Happy Nation)              | Jonas Berggren, Ulf Ekberg                                      | 3:40  |

| 17. | Megamix (Long Version) |  | 7:20 |

## Singles
- C'est La Vie (Always 21)
- Love in December
- Hallo Hallo

## Charts
| Chart           | Meilleur position |
| --------------- | ----------------- |
| Australie       | 32                |
| Finland         | 29                |
| France          | 25                |
| Allemagne       | 21                |
| Hongrie         | 39                |
| Japon           | 23                |
| Norvège         | 35                |
| Espagne         | 24                |
| Suisse          | 14                |
| Suède           | 36                |
| UK Albums Chart | 62                |

## Ventes
L’album s’est vendu à plus de 1,5 million de copies à travers le monde, dont 114 010 au Japon.